# Lamin Marikong
Lamin Marikong (in Quellen auch als Mrikong, vermutlich Schreibfehler) (* 14. März 1970) ist ein Leichtathlet aus dem westafrikanischen Staat Gambia, der sich auf die Kurzstrecke spezialisiert hat. Er nahm einmal an Olympischen Spielen teil.

## Olympia 1992
Lamin Marikong nahm bei den Olympischen Sommerspielen 1992 in Barcelona an drei Wettbewerben teil:
- Im Wettbewerb 200-Meter-Lauf war Marikong der ersten Runde der fünften Gruppe zugeteilt. Den Wettbewerb beendete er als Sechster in einer Zeit von 22,33 Sekunden. Für eine zweite Runde qualifizierte er sich nicht.
- Im Wettbewerb 400-Meter-Lauf war Marikong der ersten Runde der sechsten Gruppe zugeteilt. Bei dem Lauf wurde er disqualifiziert und kam damit nicht in die nächste Runde.
- Im Wettbewerb 4-mal-100-Meter-Staffel lief er zusammen mit Dawda Jallow, Abdoulie Janneh und Momodou Sarr. Marikong lief als Vierter der Staffel, die im Vorlauf mit 40,98 s Letzte wurde und sich damit nicht für das Halbfinale qualifizieren konnte.

## Persönliche Bestzeiten
- 100 Meter: 10,6 s (1992)
- 200 Meter: 21,2 s (1989)
- 400 Meter: 47,9 s (1992)